# Association internationale d'histoire de la psychanalyse
L'Association internationale d'histoire de la psychanalyse est une association créée en 1985 par Alain de Mijolla, dont l'objet est la connaissance de l'histoire de la psychanalyse et de Freud.

## Histoire
L'association internationale d'histoire de la psychanalyse, est l'une des deux sociétés d'histoire de la psychanalyse nées en France après 1980,, l'intérêt pour l'histoire ayant commencé entre 1975 et 1980, « en pleine crise des institutions », écrit Élisabeth Roudinesco.
Elle est créée le 25 juin 1985 à Paris par Alain de Mijolla,. Il demande à Sophie de Mijolla-Mellor, Salem Shentoub, Claude Hollande et Jean-Marc Varaut de le rejoindre pour former le conseil d'administration. L'AIHP est ensuite officiellement présentée lors du 34e Congrès de l'Association psychanalytique internationale à Hambourg, la même année.
L'association organise des journées scientifiques régulières et des rencontres internationales tous les deux ans. Une première journée scientifique s'est ainsi tenue en 1986 à Paris, sur « Freud et le sionisme », et « Le catholicisme et la psychanalyse, éléments d’une recherche historique ». En 1987, l'association publie une histoire de la psychanalyse en Allemagne intitulée « Ici la vie continue d’une manière fort surprenante... », et, également en 1987, organise une rencontre intitulée « La psychanalyse et les psychanalystes dans le monde durant la Deuxième Guerre Mondiale », reprise dans le premier numéro de la Revue d'histoire internationale d'histoire de la psychanalyse en 1988. Plusieurs congrès et journées d'études se sont tenus à Vienne, Londres, Paris et Bruxelles sur des thèmes concernant Freud-Ferenczi, l'analyse profane, l'hypnose, ou encore le rôle des femmes dans la psychanalyse.

## Activités éditoriales
Comme le souligne Jacques Sédat dans son article intitulé « Écrire l'histoire de la psychanalyse » publié en 2007 dans la revue Topique, Alain de Mijolla a créé, pour s'assurer que « les rencontres organisées, les journées, tout le vaste réseau de correspondants associés à cette entreprise d’histoire, rien de tout cela ne soit perdu », une revue, le Journal de l'AIHP ainsi qu'une collection de livres intitulée Histoire de la psychanalyse. Enfin les actes de deux colloques ont été publiés par ailleurs. 

### Journal de l'AIHP
La revue de l'AIHP paraît à un rythme semestriel, avec des articles en français et en anglais,,. Six numéros sont édités, de 1988 à 1993 :
1. 1988 : La psychanalyse et les psychanalystes dans le monde durant la Seconde Guerre mondiale
2. 1989 : Freud, sa correspondance et ses correspondants
3. 1990 : Histoire de l'exercice de la psychanalyse par les non-médecins
4. 1991 : Histoire de l'édition des œuvres de Freud - Psychanalyse et anthropologie
5. 1992 : L'engagement sociopolitique des psychanalystes
6. 1993 : Psychanalyse et histoire

### CollectionHistoire de la psychanalyse
Cette collection comprend Les Controverses Anna Freud-Melanie Klein (1941-1945), Un juif sans Dieu de Peter Gay, Sigmund Freud et Romain Rolland de Henri et Madeleine Vermorel, et Bloomsbury Freud James et Alix Strachey correspondance, de Perry Meisel et W.Kendrick, Les mères de la psychanalyse de Janet Sayers, Alfred Adler. Dans l'ombre de Freud, de P.E. Stepanksy, ou encore L'anneau secret de Phyllis Grosskurth.

### Ouvrages hors collection
- Alain de Mijolla et Vera Renz (dir.), Ici, la vie continue d'une manière fort surprenante... Contribution à l'histoire de la psychanalyse en Allemagne, AIHP et Institut Goethe, 1987,  (ISBN 2854801539).
- Sophie de Mijolla-Mellor (dir.), Les femmes dans l'histoire de la psychanalyse, Actes de la VIIe rencontre internationale, Londres, 16-18 juillet 1998, L'Esprit du Temps, 1999  (ISBN 2-913062-08-3)

## Distinctions
- 2001 : Sigourney S. Award[10]